# Epimeria cora
Epimeria cora är en kräftdjursart som beskrevs av J. L. Barnard 1971. Epimeria cora ingår i släktet Epimeria och familjen Epimeriidae. Inga underarter finns listade i Catalogue of Life.